# 妊娠
妊娠（にんしん、英: Pregnancy）は、哺乳類における状態の一つであり、受精卵が子宮内膜の表面に着床して母体と機能的に結合し、胎盤から臍帯を介して栄養や酸素の供給を受けて成長し、やがては出産もしくは流産に至るまでの生理的経過を指す。男女間での性行為、または不妊治療の生殖医療の利用などによって起こる。
ヒトの場合は受精後平均266日、胎児が約3,000グラム程度にまで育ったところで出産に至る。妊娠中の女性は「妊婦」、分娩直前の女性は「産婦」、分娩後は「褥婦（じょくふ）」、女性の胎内にいる子どもは「胎児」と呼ばれる。人間では統計的に一度に妊娠する子は一人である場合が圧倒的に多く、子を二人以上妊娠した場合の子を学問的に多胎児と呼ばれる。一般的には二人の場合は「双子」、三人の場合は「三つ子」などと呼ばれている。
女性は胎生期に最大の卵子数を持ち、以降減少していく。このため女性の妊娠しやすさ（妊孕性、にんようせい）は、おおよそ32歳ぐらいまでは緩徐に下降し、卵子数の減少と同じくして37歳を過ぎると急激に下降していく。また、男性も年齢とともに妊孕能が低下する。本項では、主にヒトの妊娠について詳細を述べる。

## 語源
妊娠については、漢王朝の王充の『論衡』という書物に、「妊娠之時遭得惡也，故遭雷雨之變，長大夭死。」と初めて書かれている。 『説文解字』によれば、「妊，孕也。」。 「娠」は「胎児」と解釈され、『漢書·卷一·高帝紀上』には、「已而有娠，遂產高祖。」

## 哺乳類の妊娠
生物学的に妊娠という場合は、哺乳類の胚が母体との間に胎盤を形成し発生を進める現象やその状態のことを指す。
哺乳類では、胚盤胞の状態で胚が降りてきて、初めは子宮腔内において遊離状態で存在する。一方、卵巣の黄体が分泌する黄体ホルモンの影響により、子宮内膜が機械的刺激に反応して脱落膜を形成し、そこに胚が着床する。
妊娠期の長さは、ゾウの場合は20か月余り、キリンは約14か月、ウマは11-12か月、イヌやネコは約2か月、ネズミは約3週間である。成熟度に関しては、草食獣は生後まもなく走れるほどに成熟して生まれることが多いが、外敵の少ない肉食獣は目も開かない状態で生まれてくる。また、有袋類はとても小さく未熟な状態で誕生し（子宮から出て）、母親の袋（育児嚢）内で成長する。
一度に妊娠する子の数に関しては、ネズミのように多産なものから、ゾウやゴリラのようにほぼ一頭のものまで様々である。これは、母体への負担と生後の生存率に関係していると考えられる。

## 受胎

### 排卵
女性は胎児期から、卵巣内に原始卵胞を持っている。平均して12 - 13歳で初経（当初は無排卵月経であることが多い）が起こり、その約1 - 2年後から原始卵胞は毎周期いくつか発達を始め、そのうち成熟の最終段階に至った1個が卵巣から排出されるようになる。この成熟卵子の排出を「排卵」という。排卵された卵子は卵管の先端（膨大部）に拾われる。
毎期の月経開始とともに、卵巣内で次の排卵に向けた卵胞の発育が始まる一方、子宮では月経終了後に再び着床のための子宮内膜を用意して排卵を待つ。個人差はあるが、一般に28日前後を1周期として、排卵が起こる。（⇒卵胞形成）

### 受精
排出された卵子のもとに精子が到達すると、卵管膨大部で「受精」が起こる。受精した卵細胞のことを受精卵と呼ぶ。卵子は一旦受精すると、それ以外の精子は受け付けない。
多胎妊娠
まれに一卵性双胎、二卵性双胎が発生する（⇒双生児）。現在は体外授精などの不妊治療により、三つ子（三胎）、四つ子（四胎）が生まれることもある（⇒多胎児）。Hellinの法則によるとn胎の発生する確率は89のn-1乗に1例である。多胎妊娠は妊娠経過中に多々の合併症を生じることも多く、出生予後も単胎に比べると良くない（ただし同体重の単胎児と比べた場合、多胎児の予後はむしろ良い）。そのため、体外受精の時に子宮内に戻される受精卵の数は原則1個と日本産科婦人科学会によって会告で通達されている。
排卵後に受精しなかった卵子は約24時間で寿命が尽きて消滅し、妊娠準備のために肥大していた子宮内膜は排卵から14日前後に経血として体外へ排出される（⇒「月経」）。

#### 妊娠可能時期
卵子は受精をすれば着床するが、しなければ数時間から24時間以内に退化してしまう。その一方で精子は最大で7日ほど、通常は数時間から3日ほどの寿命を持つため、妊娠可能時期は最大で排卵の前後8日間、可能性が高くなるのは排卵日1日に精子の受精可能3日を足した4日ほどとなる。

#### 子宮
排卵後の卵胞は「黄体」となり、「黄体ホルモン（プロゲステロン）」を分泌する。「黄体ホルモン」は子宮を着床に適した状態に整える。この黄体の寿命は妊娠成立しなければ排卵から約14日前後で、黄体ホルモンの分泌が終わって子宮内膜を保持できなくなると、月経が起こる。

### 着床
受精卵はゆっくりと細胞分裂を繰り返しながら卵管を下り、およそ48時間かけて子宮にたどり着く。そして、子宮内膜の一箇所に取り付いて着床の過程を開始し、徐々に潜り込んでいって根を下ろし、排卵から7 - 11日後に着床状態が完成する。この着床をもって、妊娠成立と見なされる。着床した受精卵からは、胎盤が形成され始める（なお、胎盤は妊娠中期に入る頃までに徐々に完成する）。
すべての受精卵が着床に成功するわけではなく、染色体に異常がある受精卵など一定の割合は淘汰される。受精卵が着床しなければ妊娠は不成立で、排卵から12 - 16日後に月経が起こる。（cf.緊急避妊）

#### 子宮外妊娠
受精卵が何らかの理由で卵管など子宮以外の場所に着床した場合は子宮外妊娠と呼ばれ、放置すると危険な状態になる。産婦人科での緊急な処置が必要となる。

#### 妊娠判定
着床した受精卵の初期胎盤から分泌されるヒト絨毛性ゴナドトロピン (hCG) という特有のホルモン（これが黄体の寿命を延ばして子宮に着床状態を維持させる）の検出により、女性の尿が少量あれば妊娠の有無は簡単に判定できる。妊娠検査薬は薬局で求めることができるが、より確実を期するためには医療機関を受診する。

#### 妊娠期間の数え方
受精後胎齢と月経後胎齢の2つの数え方がある。前者は発生学で用いられ、後者は臨床産科で用いられる。
- 受精後胎齢 - 受精初日を1日目として、満日数、満週数であらわす。
- 月経後胎齢 - 最終月経初日を0日目として、満日数または満週数で表す。

両者の関係は「受精後胎齢 = 月経後胎齢 - 2週」で表せる。
日本やアメリカでは一般に最終月経の第1日目を妊娠0週0日とする月経後胎齢で妊娠期間を計り、40週0日を標準的な妊娠期間として出産予定日を導出している。ただし、最終月経を起点とするこの数え方では、同じ週数でも各人の月経周期の長さ（最終月経から排卵までに要する日数）によって妊娠の経過にばらつきが出る可能性があるため、現代の医学の見解では妊婦健診における胎児の発育度合いから逆算しておよそ受精日 = 2週0日となるように微修正を加えることも多い。産科学では4週（28日）を1か月と扱い、最終月経から母体を「1か月」「2か月」と数えでの月数で表現する（満でないことに注意。すなわち、妊娠0か月は存在せず、最終月経開始日はすでに妊娠1か月であり、月経予定日〈4週0日相当〉を過ぎても次の月経が来ないことに気づいて検査を行った時点で、妊娠2か月である）。
なお、フランスでは臨床産科においても受精後胎齢が使われており、推定された受精日から何週、または何か月経過したかで妊娠期間を表している。日本でもかつては受精後胎齢を用いて、受胎から出産までを俗に「十月十日（とつきとおか）」と言い習わしてきた。

## 妊娠の経過

受精卵は、妊娠7週6日までは「胎芽」、8週以降は「胎児」と呼ばれる。胎児の諸器官の原型は妊娠初期にほとんどが形成される。諸器官は妊娠中期に著しく成長し、22週頃には早産してもNICU（新生児集中治療室）の保育器内で生存できる場合がある。36週以前、または2,500グラム未満で生まれた場合は低出生体重児（未熟児とは言わない）、1,500グラム未満の場合は極低出生体重児、1,000グラム未満の場合は超低出生体重児と呼ばれる。
妊娠により乳首、脇、背中上部、腹部、太もも、性器など、全身的に特に色素の濃い部分に色素沈着を生じさせ、通常は分娩後に全身的に皮膚は明るく戻っていく。インドでの調査では、妊婦650人中全員になんらかの皮膚の変化が起きており、80%に黒線（正中線）が、75%で乳輪が黒くなり、64%に肝斑（顔のシミ）が、39%に皮膚伸展線条（妊娠線）が生じ、ほかの皮膚症状は10%以下だが、特に足の湿疹や痒み、妊娠線に沿った蕁麻疹が起こることがある。妊娠線では産後に縮小し目立たなくなるが完全には消えないことも多い。

### 正常妊娠
検査として、胎児の心拍数を母体の陣痛の強さと共に記録する胎児心拍数陣痛図がある。胎児の自律神経が発達してくると心拍数が細かく振れる様になる。これを基線細変動と言う。

#### 妊娠初期
（満15週まで）母体の外観は妊娠前とほとんど変わらないが、妊娠に伴い、ホルモン分泌が変わるなどのため、様々な変調が起きる。
- 肉体的: つわり、嗜好の変化、眠気、頻尿、便秘
- 精神的に不安定になる。周りの者に当り散らす。落ち込む。

##### 悪影響をおよぼすもの
喫煙、飲酒、ストレス、特定の薬、風疹などのウイルス、X線などが、胎児の諸器官形成に悪影響を及ぼし、奇形または自然流産の原因となることがある。

#### 妊娠中期
（満16 - 27週）胎動が感じられるようになる。古来、日本では妊娠5か月目の戌の日に「腹帯（ふくたい・はらおび）」をしめはじめた。
普通、つわりもほぼおさまり、安定期とされる。ただし、胎児が子宮外に出てしまうと生存はほとんど困難で、流産となる（22週以降は生存の可能性がでてくるので早産と呼ばれる）。
この時期、胎児はどんどん発育する。それにつれて子宮が大きくなり、妊婦の腹部は膨らんでいく。腹部の膨らみ具合には個人差があり、一般に痩せ形で体脂肪の少ない人は早くから腹部の膨らみが目立ちやすい。スポーツ選手など普段から腹筋を鍛えている女性の場合、子宮が背中側に押されるために臨月になっても腹部が大きくならない場合がある。腹部の重みを支えるため背骨に負担がかかるようになる。乳房は乳腺の発達によってふくらみを増し、乳輪は色素が沈着して茶褐色が濃くなる。

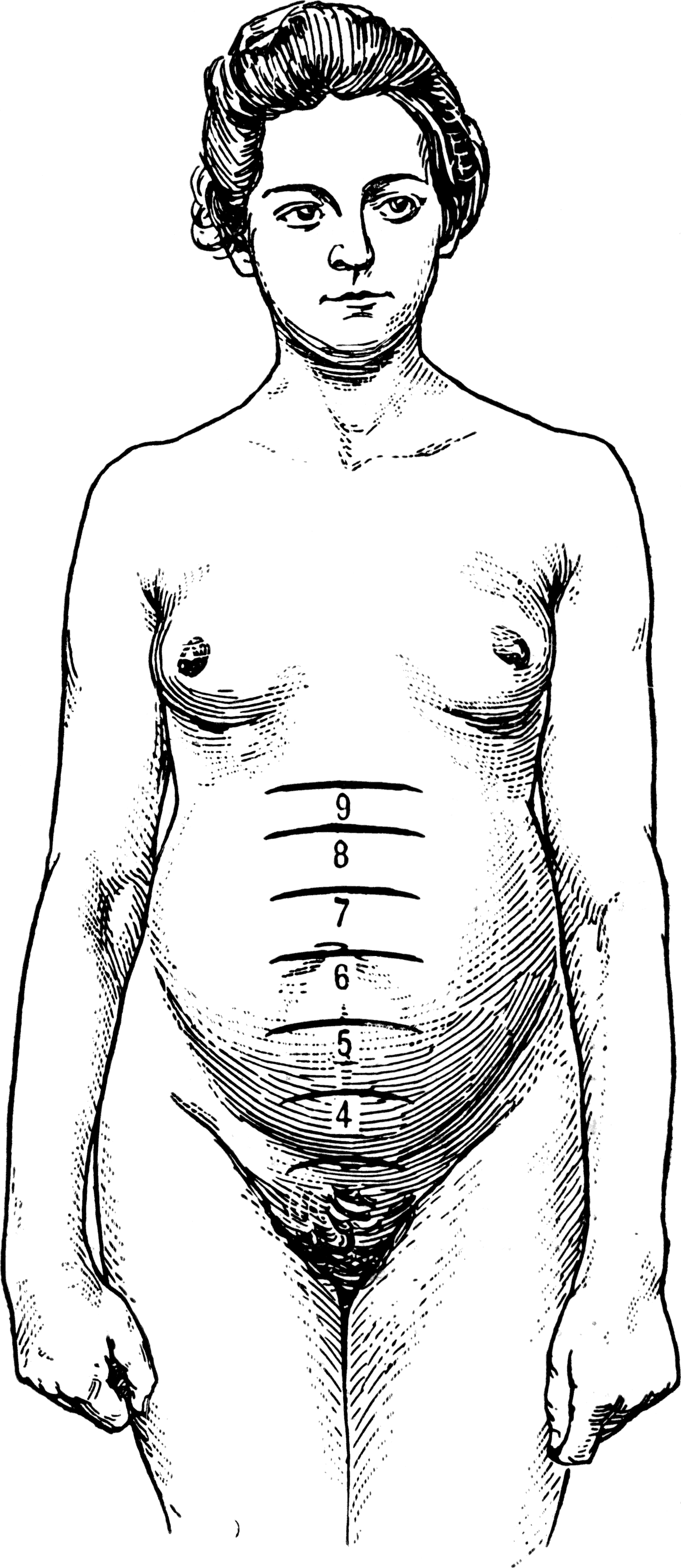
線は各月の子宮底（子宮の上端）の位置
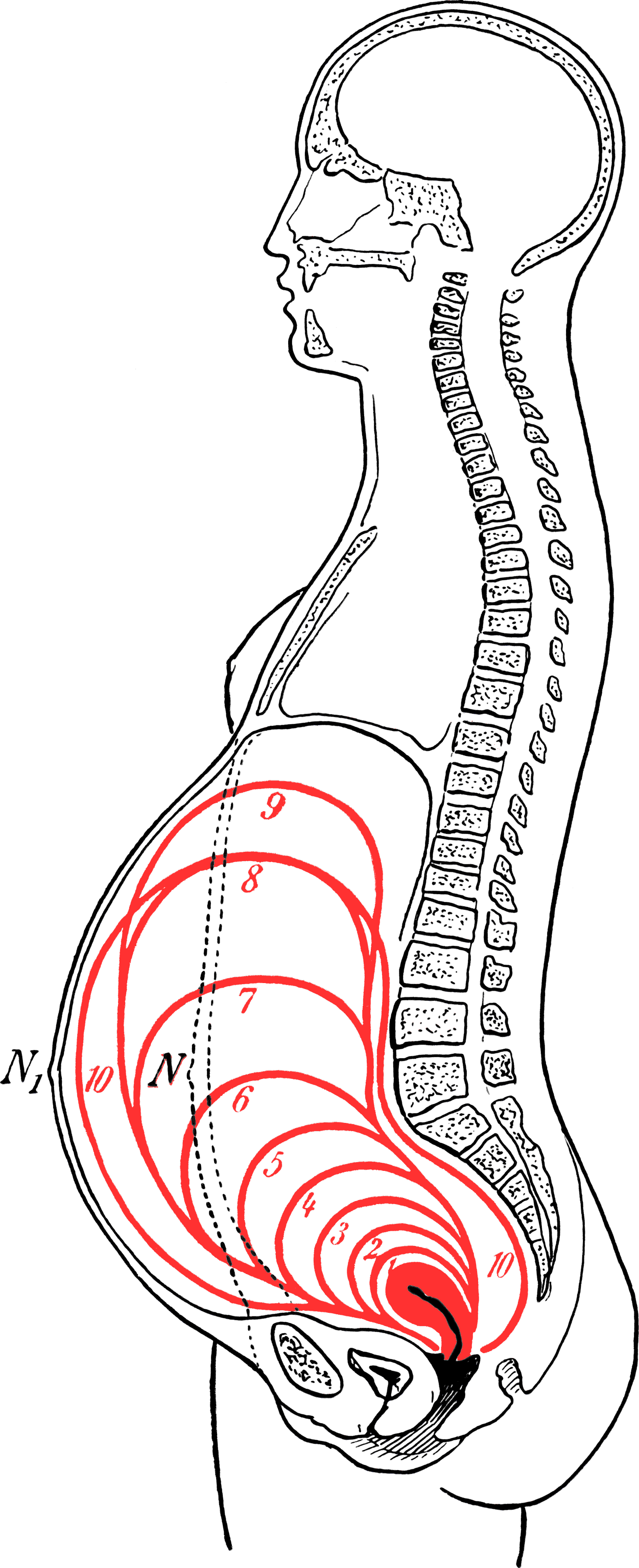
赤い線は各月の子宮の輪郭
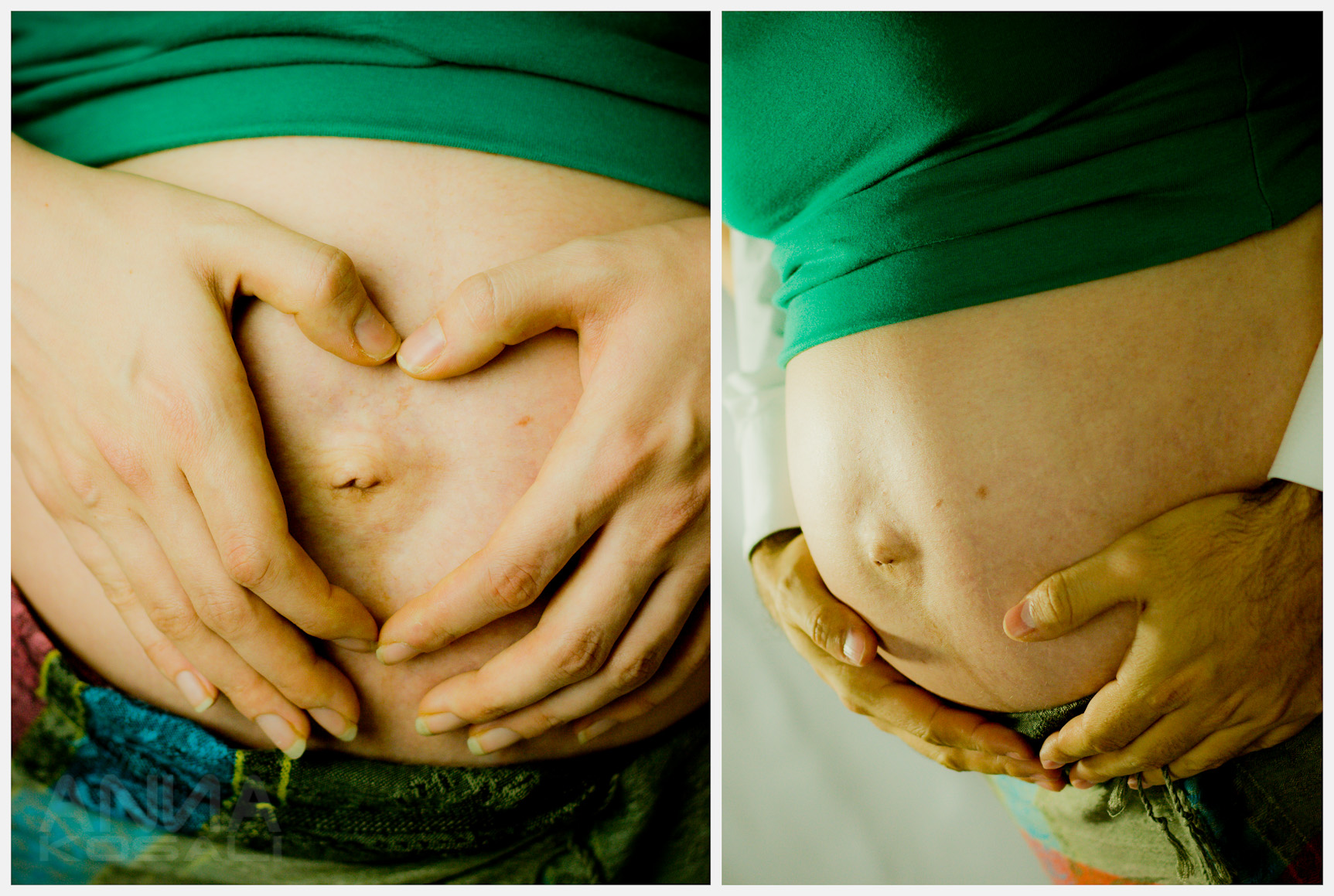
妊婦の腹部
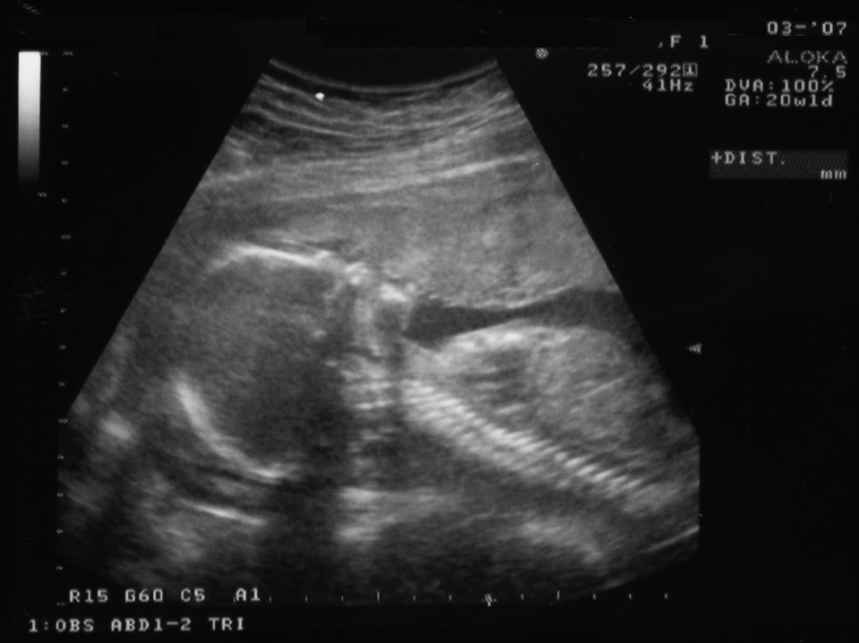
20週の胎児の超音波映像
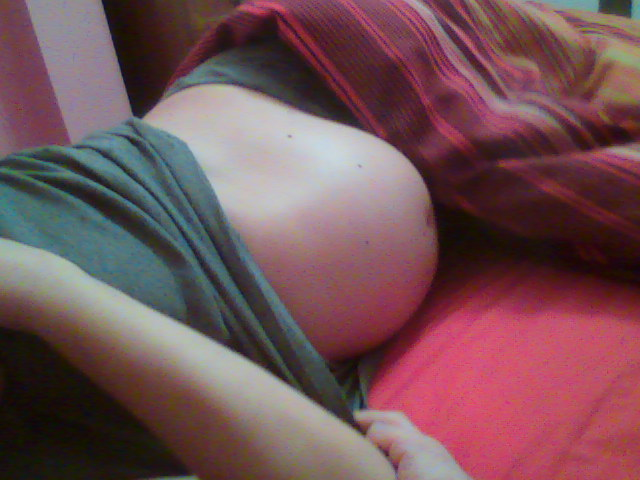
妊娠8か月の女性のお腹

#### 妊娠後期
（満28週以降）胎児が更に大きくなり、子宮も大きくなる。それに伴い、母体への負担が増えていく。貧血になる妊婦も少なくない。妊娠高血圧症候群（妊娠中毒症）が起こりやすいので、注意が必要である。高血圧、蛋白尿、むくみなど。
早産などで胎児が子宮外に出ることになっても生存する確率がだんだん高くなる。

#### 出産直前
子宮口が柔らかくなってくる。通常、陣痛が起こる前から開きはじめる。陣痛が起こると、胎児心拍数陣痛図では、陣痛に一致して胎児の心拍数が低下する。これを早発一過性徐脈と言う。

### 異常妊娠
検査は、胎児心拍数陣痛図では基線細変動が見られなくなる。これを基線細変動消失と言う。陣痛に同期してやや遅れて胎児の心拍数が低下する。これを遅発性一過性徐脈と言う。基線細変動消失や遅発性一過性徐脈が見られた場合は胎児仮死と考える。胎児仮死の場合は、たとえ肺ができ上がっていない妊娠36週未満であっても急いで分娩（急速遂娩）を行う必要がある。急速遂娩には帝王切開も含まれる。

## 出産
最終月経からおよそ40週頃、子宮筋が周期的に収縮を繰り返し始める（「産気づく」）。最初は、間歇的に突っ張る程度だったのが、だんだん強度と頻度を増していく。子宮の定期的な収縮が10分間欠、または1時間に6回となった時点で陣痛発来という。子宮の収縮で胎児の頭が子宮口をだんだん押し広げていく。子宮口が広がることを子宮口開大と言う。収縮を繰り返すうちに、胎胞の卵膜が破れて羊水が出る（破水）。直径10センチメートルで「全開」。 陣痛と同時に産婦に「いきみ」がおこり（息を止めて腹に力を加えるような状態）、胎児はゆっくりと回りながら（回旋）産道を下り、ついには母体から出る。出産（分娩）によって妊娠状態は終了する。

## 産後：産褥期
- 回復

子宮が元の大きさに戻るまでには4 - 6週間かかる。産後の出血（悪露）が消失するまで約4週間かかるが、特に合併症などがない限り、絶対安静の必要はなく、無理をしない（重いものを持つ、長時間立つなど）程度で通常の生活を送ることができる。
労働基準法第六章の2、第66条で産後の休養期間を6週間（医師の許可と本人の希望があれば職場復帰可能） - 8週間以上与えるよう要求しているのもこのためである。
- マタニティ・ブルー

妊娠初期同様、出産後はホルモン分泌の急激な変化が起こる。具体的には、体内の女性ホルモンが急に減少するので、精神的に不安定になりやすく、周囲の人間の配慮と援助が求められる。

## 妊婦健康診査
母子保健法第15条により、妊娠した者は、厚生労働省令で定める事項につき、速やかに、保健所や自治体に妊娠の届出をするようにしなければならない、と定められている。届出をすると、母子健康手帳が交付される。
妊娠判明後、通常は産科・助産所において定期検診として、妊婦健康診査を受ける。周産期の異常への対処を行い、周産期死亡率の改善を図っている。
妊婦健康診査は通常、妊娠23週（妊娠6か月）までは4週間に1度、妊娠24週間（妊娠7か月）から妊娠35週（妊娠9か月）までは2週間に1度、妊娠36週間（妊娠10か月）以後は1週間に1度行う。

### 妊娠の診断
月経の消失、市販の妊娠診断薬によって受診されることが多い。2008年現在、妊娠の決定は妊娠診断薬、すなわち尿中hCGのほか、超音波断層検査、ドプラ法などを用いて行う。これらの近代的な検査が存在しなかった場合は身体診察で経過観察を行っていた。古典的には妊娠不確徴（性器以外の徴候）としてつわり様症状、腹部膨隆など、妊娠半確徴（性器徴候）として子宮の腫大、軟化、乳房の増大、乳輪の着色、妊娠確徴（胎児徴候）として胎児部分触知、胎児心音聴取（Traube法、約12週以降）、臍帯雑音聴取、X線による胎児骨格、他覚できる胎動などがある。古典的方法では客観的に妊娠確徴が見られるのに妊娠5か月まで至っていた。2008年現在尿中hCG検査にて妊娠4週以降は診断可能であるため、月経の停止にて疑った場合は大抵は信頼できる。ただし、この時期では胎嚢が確認できないこともある。尿中hCGは腹痛、不正性器出血など異常妊娠（子宮外妊娠、切迫流産）を疑う場合も救急外来で測定される。

### 妊娠時期の診断
月経歴、基礎体温、超音波検査、子宮の大きさといった方法が知られているが、最も信頼性が高いのは超音波検査であるためにその他の方法は補助診断とされる。一般的なのは妊娠8 - 11週は頭殿長（CRL）を用い、12週以降は児頭大横径（BPD）を用いるというやり方である。
- 胎嚢（GS）

妊娠4週から5週に小さな円として確認できる。その後GS中に卵黄嚢、胎芽心拍動（約8週以降）などが認められるようになる。胎嚢最大径（cm）=妊娠週数-4という関係式は妊娠の初期では目安になる。
- 頭臀長（CRL）

頭部から臀部までの直線距離である。妊娠7 - 8週で頭部と体幹の区別が可能になるため測定可能となる。生理的屈曲の状態で測定する。妊娠8週 - 11週ではCRL値に個体差はないため分娩予定日の算出に用いられる。CRL(cm)=週数-7の関係式がある。
- 児頭大横径（BPD）

頭蓋骨外側 - 対側の頭蓋骨内側までの距離である。胎児発育の目安であり、妊娠週数の推定や分娩予定日の算出に用いられる。BPD(cm)＝週数/4の関係式も存在するが妊娠後期では信頼性は乏しい。
- 推定胎児体重（EFW）

児頭大横径（BPD）、体幹前後径（APTD）、体幹横径（TTD）、大腿骨長（FL）を用いて推定する。推定式は各種存在し、コンセンサスは得られていない。妊娠6か月で500g、妊娠8か月で1500g程度あればおおむね良好である。

### 定期健康診査の検診項目
妊娠が正常に経過しているのかを確認し、特に妊娠高血圧症候群をスクリーニングすることに力をいれた検診である。特に以下の7項目は母子健康手帳に記載の義務がある。
- 子宮底長
- 腹囲
- 血圧
- 浮腫
- 尿蛋白
- 糖尿
- 体重

### 血液検査項目
- 初診時に1回

血液型（ABO式、Rh式、不規則抗体検査）、梅毒血清反応、B型肝炎ウイルス抗原検査、C型肝炎ウイルス抗体検査 、風しんウイルス抗体検査、HTLV-1抗体検査（30週までに1回）
- 初期・中期・末期に各1回

血算、血糖

### 医学的検査項目
子宮頸がん検査、性器クラミジア検査
これら以外に妊娠初期は母体の健康状態の詳細把握、ハイリスク妊娠の描出、胎児存在の確認と状態観察のための各種検査を、妊娠中期は妊娠高血圧症候群、流産、早産、胎児異常の早期発見と予防のための検査、妊娠後期は胎児well-beingの検査を行っていく。

## 妊娠の異常

### クリプティック・プレグナンシー
クリプティック・プレグナンシーは、妊娠症状を自覚できていない症状である。実際に出産するまで2500人に1人の割合で気が付かないとされる。つわりに関係する妊娠ホルモンであるヒト絨毛性ゴナドトロピンの産出が少ない、何かしらの理由で月経のような血が出血するなどで発見が遅れる例は多い。

### 流産
流産とは妊娠22週未満の場合を指し、児の胎外生活は不可能である。22週以降は児の生存が可能な場合もあることから早産と区別される。周産期医療の発達した2008年現在も、34週未満の早産は予後不良な場合が多い。12週未満に起こった場合は染色体異常が原因のことが多く早期流産という。また、12週以降では羊膜絨毛膜炎が原因であることが多い。自然流産の発生頻度は15%程度である。そのため3回以上流産をする確率は0.5%未満であると考えられ、3回以上の流産が連続する習慣流産では何らかの異常が疑われ精査が必要となる。40歳以上では自然流産の確率は25%と高くなる。これは染色体異常の頻度が高くなるためであり、羊水の性状とは関係はないと考えられている。
少量の性器出血、軽度の下腹部痛を呈し、内子宮口が未開大である場合には切迫流産の可能性が高い。性器出血に加え陣痛様の下腹部痛を呈し、内診にて子宮口の開大が認められる場合は進行流産を疑う。切迫流産の場合は妊娠の継続が可能な場合もあるので安静、臥床とし16週以降で子宮の収縮が認められる場合は子宮収縮抑制薬を使用する。これらの治療は医療機関で行われるのが通常である。進行流産の場合には妊娠の継続は不可能と考えられており、子宮内容除去の適用となる。それ以外に無症状であるが経腟超音波検査にて枯死卵を認める場合を稽留流産といい、これも子宮内容除去の適用となる。

### 早産
早産も参照のこと。妊娠22週 - 37週未満の分娩を早産という。出産の約5%で認められているが34週未満では胎児の予後が不良であることが多い。34週以降では比較的良好であるといわれている。前置胎盤、妊娠高血圧症候群、常位胎盤早期剥離などによって母児救命のために行う人工早産と切迫早産や前期破水による自然早産が知られている。自然早産の原因はほとんどが羊膜絨毛膜炎である。妊娠22週 - 37週未満で規則的な子宮収縮、少量の性器出血、水様帯下などを自覚した場合は切迫早産である可能性がある。破水が起こっているかどうかによって対応は大きく異なるが、基本的には入院管理としできるだけ妊娠期間を延長させ、児の発育、成熟を図るようにする。破水をしていて、子宮内感染または胎児ジストレスがある場合は帝王切開の適応となる。未破水で胎児が安全である場合は安静を保ち、妊娠の継続を行う。そのため子宮収縮抑制薬やウリナスタチンなどを用いることがある。早産で生まれた子は未熟児となりやすい。

### 過期産
42週以降の妊娠を過期妊娠という。胎盤機能不全を起こしやすい。これを防ぐ目的でCRL,BPDの測定で正確な妊娠週数を把握し、過期妊娠となる前に誘発分娩を行うのが一般的である。

### 急速遂娩
帝王切開のことである。異常分娩の際は様々な理由によって帝王切開の適用となることが多い。児頭骨盤不適合や胎位、胎勢、回旋異常、遷延分娩の場合は経腟分娩困難ということで適用となり、子宮切迫破裂、常位胎盤早期剥離や子癇、過強陣痛、胎児ジストレスでも同様である。そのほか、経腟分娩が母児に危険をもたらすと考えられる病態もある。妊娠高血圧症候群、前置胎盤、帝王切開や子宮手術の既往、子宮奇形、骨盤位（逆子）、重症の母体合併症では帝王切開を好まれる。また長期不妊後の分娩も帝王切開となりやすい。

## 妊娠トラブルでの対応

### 切迫流早産
妊娠22週未満に子宮収縮または子宮収縮による下腹部痛を認められるが、子宮口の拡大といった頸管の熟化が認められない場合は切迫流産の可能性がある。医療機関の受診を行い、超音波検査によって胎嚢や胎児心拍の確認を行い妊娠継続が可能かを評価したのち、安静にて対応することが多い。また、進行流産への進展を防止する目的で子宮収縮抑制薬や止血薬が処方されることが多いほか、血腫の形成などが認められた場合などは入院管理となることも多い。
- 妊娠12週未満の場合

薬によって胎児奇形を招きやすい時期であるため、子宮収縮抑制薬ではなく、鎮痙薬を用いるのが一般的である。ダクチル50mg（3T3×食後）の処方となることが多い。出血を伴う場合は止血薬であるアドナ30mg（3T3×食後）、トランサミン250mg（3C3×食後）の処方が追加される。
- 妊娠16週未満の場合

妊娠12週以後ではズファジランの安全性が確立しており、ズファジラン10mg（3T3×食後）といった処方はよく用いられる。妊娠16週以後ではウテメリンを用いることが多いが、動悸の出現などウテメリンの副作用が気になる場合、16週以降でもズファジランを用いることもある。出血を伴う場合、止血薬であるアドナ30mg（3T3×食後）、トランサミン250mg（3C3×食後）の処方が追加される。
- 妊娠16週以降の場合

妊娠16週以降の切迫流産および切迫早産の場合、ウテメリン5mg（3T3×食後）の投与を行う場合が多い。この時期になると感染による切迫流早産が多く、特に絨毛膜羊膜炎の可能性が非常に高くなってくるため、腟分泌物の精査が必要である。ウテメリン内服にてコントロールがつかない場合はウテロンの点滴やマグネシウム製剤の使用が検討され、入院加療が必要となってくる。感染兆候が認められた場合、胎児への影響が少ないセフェム系の抗菌薬、セフゾンなどが処方される場合が多い。なお、22週以降の生理的子宮収縮は10回/day程度であり、30週未満ならば3回/hour,30週以降ならば5回/hourの頻度の子宮収縮が認められた場合、病的な可能性が高い。収縮数のほか頸管の熟化も重要な所見であり、疑わしいと考えられたら医療機関での相談が望ましい。

### つわり・妊娠悪阻
つわりは一般的には妊娠12週から16週ころには軽快することが多く、食生活の指導などで対応する場合が多い。栄養障害を起こし、妊娠悪阻に至った場合は外来にて点滴を行う。ビタメジンなどウェルニッケ脳症予防のためのビタミンB1を含む製剤や解毒剤であるタチオンを用いる場合が多い。悪心に対してはプリンペランを用いる場合も多いが、妊娠中の安全性は確立していないため少量、短時間の投与のみとするべきである。症状があまりに強い場合は比較的安全といわれている漢方薬を用いる。

### 妊娠中の高血圧
妊娠高血圧症候群、本態性高血圧の可能性がある。妊娠中はACEIやARBの投与が禁忌となる。妊娠中は可能な限り薬物の使用は避けたいため軽症の高血圧では安静・食事療法が基本となる。降圧薬を使用する場合はヒドララジン系降圧薬であるアプレゾリンやメチルドパ系降圧薬であるアルドメットが好まれる。これらの薬物でコントロールができない場合はαβ遮断薬としてトランデートなどを用いることもある。これでもコントロールができなければカルシウム拮抗薬であるアダラートLなども使用する。入院中で速やかな降圧が必要な場合はペルジピンも用いる。

### 妊娠中のかぜ症候群
第一選択はアセトアミノフェンによる解熱鎮痛となる。NSAIDsは胎児の動脈管収縮、閉鎖やその他の原因による死亡例が報告されており原則禁忌である。抗ヒスタミン薬に催奇形性があるという報告もあるため妊娠12週未満ではPLといった総合感冒薬も投与を見合わせた方が良い。NSAIDs外用剤は短期なら使用可能である。

### 妊娠中の胃炎
PPIやH2ブロッカーの安全性は確立していないため、セルベックスなど防御因子に作用する薬物を用いる。鎮痙薬のブスコパンも投与可能である。

### 妊娠中の便秘
妊娠中は大腸への胎児の圧迫により便秘になりやすい傾向がある。また胎児の造血に鉄分が消費されるため貧血になりやすく、鉄剤を処方されるが、この鉄剤によって便秘になりやすくなる。
大腸刺激性の下剤の使用は子宮収縮を招き流産に陥る場合があるため可能な限りさけるのが望ましい。バルコーゼや酸化マグネシウムを用いるのが一般的である。

### 妊娠中の下痢
妊娠中は下痢によって子宮収縮がおこり流産となることもあるため、重度の下痢に関しては止瀉薬の投与を行う。ロペミンなどがよく用いられる。なお輸液、電解質補正を行うのは非妊娠時と同様である。細菌性下痢が強く疑われる場合はウイントマイロン、胆嚢炎や膵炎による下痢を疑う場合はセファメジンαなどを用いるが、これらは有益性投与であり専門医との協力体制のもとで行うのが望ましい。

### 妊娠中の性行為
胎児の安全を第一に考えなければならないため、腹部を圧迫するような体位や激しい性行為は避けるべきである。一般的には、母体が子宮の張りを訴えなければ差支えないとされている。また、精液に含まれるプロスタグランジンは子宮収縮作用があることと、母体に対する細菌感染防止のため男性はコンドームを使用すべきである。

### 分娩後の子宮収縮不良
分娩後の子宮収縮が不良となると弛緩出血や子宮復古不全となることがある。この場合はパルタンM0.125mg（3T3×食後)といった子宮収縮薬を用いることがある。なお、産後1 - 2か月で出血が認められた場合は機能性子宮出血である場合が多く、卵胞ホルモンと黄体ホルモンの合剤であるノアルテン-Dを用いることもある。止血薬や抗菌薬も併用することは多い。内服薬でコントロールができない場合は子宮内容除去といった外科的な手技が必要となる場合もある。

### 乳汁分泌の調節
産褥期になり乳汁分泌が開始されるとそれらのトラブル対応が必要となる場合がある。
- 乳汁分泌の促進

早期授乳、マッサージ、睡眠と安静、栄養補給が基本であるがこれらを用いても乳汁分泌が不十分な場合はドパミン拮抗薬を用いてプロラクチンの分泌を促進する。ドグマチール50mg(2T2× 食間 5日間)といった薬物療法などを行うこともある。
- 乳汁分泌の停止

死産や新生児死亡にて乳汁分泌を完全に停止したい場合はドパミン作動薬を用いてプロラクチンの分泌を抑制する。最も良く用いられる処方としてはカバサール1.0mg(1T1× 1回のみ)という処方である。カバサールは胎児娩出後4時間以内の投与は避け、バイタルサインが安定してから投与する。分娩後2日以内で投与することが望ましいとされている。その他の処方としてはパーロデル2.5mg(2T2× 食後 14日)やテルロン0.5mg(2T2× 食後 14日)などが知られている。パーロデルは乳汁鬱滞で乳房が緊満しマッサージ不可能となった場合、1錠だけ内服させ緊満を解除するという目的でも用いられることがある。

## 妊娠中の治療上の注意

William Hunter, Anatomia uteri humani gravidi tabulis illustrata, 1774

多くの薬は妊娠中に使用禁止となる。以下に使用禁止な薬を列記する。
- アンジオテンシン変換酵素阻害薬（ACE阻害薬）
- アンジオテンシン受容体阻害薬
- ニューキノロン系抗生物質
- クロラムフェニコール
- アミノ配糖体
- ST合剤
- テトラサイクリン系抗生物質…黄色歯牙形成のため

こういったことがあるため妊娠高血圧症候群では、一般的な降圧薬は使用しない。以下に述べるような薬を用いる。
- メチルドーパ：降圧薬
- ヒドララジン：降圧薬

処方可能な薬剤
- 解熱鎮痛薬：第一選択薬＝アセトアミノフェン
- 消化器粘膜保護薬：第一選択薬＝スクラルファート(疫学データあり)
- H2ブロッカー：ラニチジン、シメチジン(疫学データあり)
- プロトンポンプインヒビター：オメプラゾール(疫学データあり)。FDA評価ではランソプラゾール、ラベプラゾールも同等。
- 抗ヒスタミン剤：第一選択薬＝クロルフェニラミン、ロラタジン、セチリジン(疫学データあり)
- 気管支喘息治療薬：ステロイド吸入、β刺激吸入薬は安全に用いられる。
- 鎮咳薬：デキストロメトルファンが第一、リン酸コデインが第二選択となる。特にリン酸コデインは妊娠末期は避ける。(疫学データあり)

外部リンク
- 『妊娠中・妊娠可能婦人への投与を回避すべき薬剤』医薬品情報21
- 妊娠中の薬物の使用-メルクマニュアル家庭版

なお、分娩コントロールで用いる薬は分娩の項を参照のこと。
妊娠中の放射線照射
- 現在では10日規則(10 days rule)は無意味なものと証明されており、緊急時の単純レントゲン撮影は問題ないとされている。無用な照射は避けるべきであるが、必要な際には十分な防護をすれば問題ない。

## 妊娠中の栄養管理
妊娠期および綬乳期における望ましい食生活の実現に向け何をどれだけどのように食べたらよいかの指針として「妊産婦のための食生活指針」が厚生労働省の「健やか親子21」推進検討会から2006年に示されている。
栄養の摂取について、食事バランスガイド、食生活指針、栄養学、栄養素、栄養と妊娠も参照のこと。
なお、母体から胎児への転送により、妊娠・出産期には母親には無視できないω-3脂肪酸の枯渇の危険性が高まり、その結果として産後のうつ病の危険性に関与する可能性があるので、その十分な摂取に留意する必要がある。

## 関連文献
- ガブリエル・ブレア 著、村井理子 訳『射精責任』齋藤圭介 解説、太田出版、2023年7月29日。ISBN 978-4-7783-1878-9。（電子版あり）